# Pazhou-Pagode

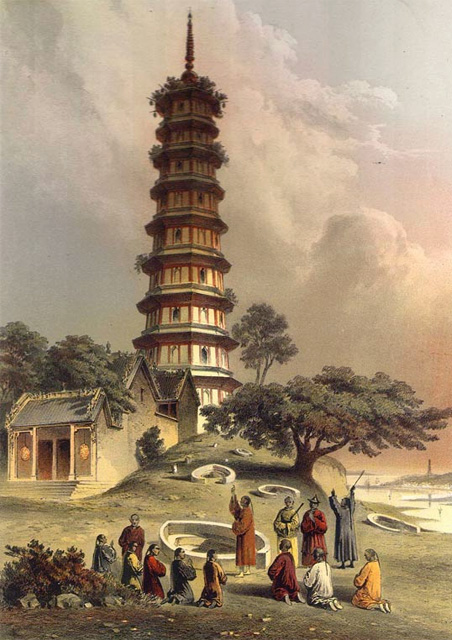
Die Pazhou-Pagode

Die Pazhou-Pagode (chinesisch 琶洲塔), auch Whampoa-Pagoda oder Pa Chow-Pogode, ist eine chinesische Pagode auf der Insel Pazhou im Stadtbezirk Haizhu von Guangzhou, der Hauptstadt der Provinz Guangdong, im Süden der Volksrepublik China.

## Geschichte
Die Arbeiten zur Errichtung der Pazhou-Pagode begannen 1597 zur Zeit der Ming-Dynastie des Chinesischen Kaiserreichs. Zu dieser Zeit waren Feng-Shui-Einflüsse in der chinesischen Architektur allgegenwärtig und auch die Pazhou-Pagode bildet von dieser Regel keine Ausnahme. 1600 wurde sie fertiggestellt und obwohl sie als buddhistischer Sakralbau gebaut wurde, diente sie auch als Navigationspunkt für Handelsschiffe, die nach Guangzhou reisten.

## Architektur
Die Pagode wurde als achteckiger Turm aus Sandstein mit neun Hauptsektionen und 17 Untersektionen errichtet. Der Turm eine Höhe von etwa 59 Metern (194 Fuß) und hat einen Durchmesser an der Basis von 12,7 Metern. Die Grundfläche beträgt 111 Quadratmeter.
Zusammen mit der Chigang-Pagode und der Lotus-Pagode sollte auch die Pazhou-Pagode an der Mündung des Perlflusses Guangzhou und der Umgebung Glück bringen. Die Chigang-Pagode gilt hierbei als Gegenstück der Pazhou-Pagode und ihr Baustil ist stark von ihr beeinflusst.

## Galerie

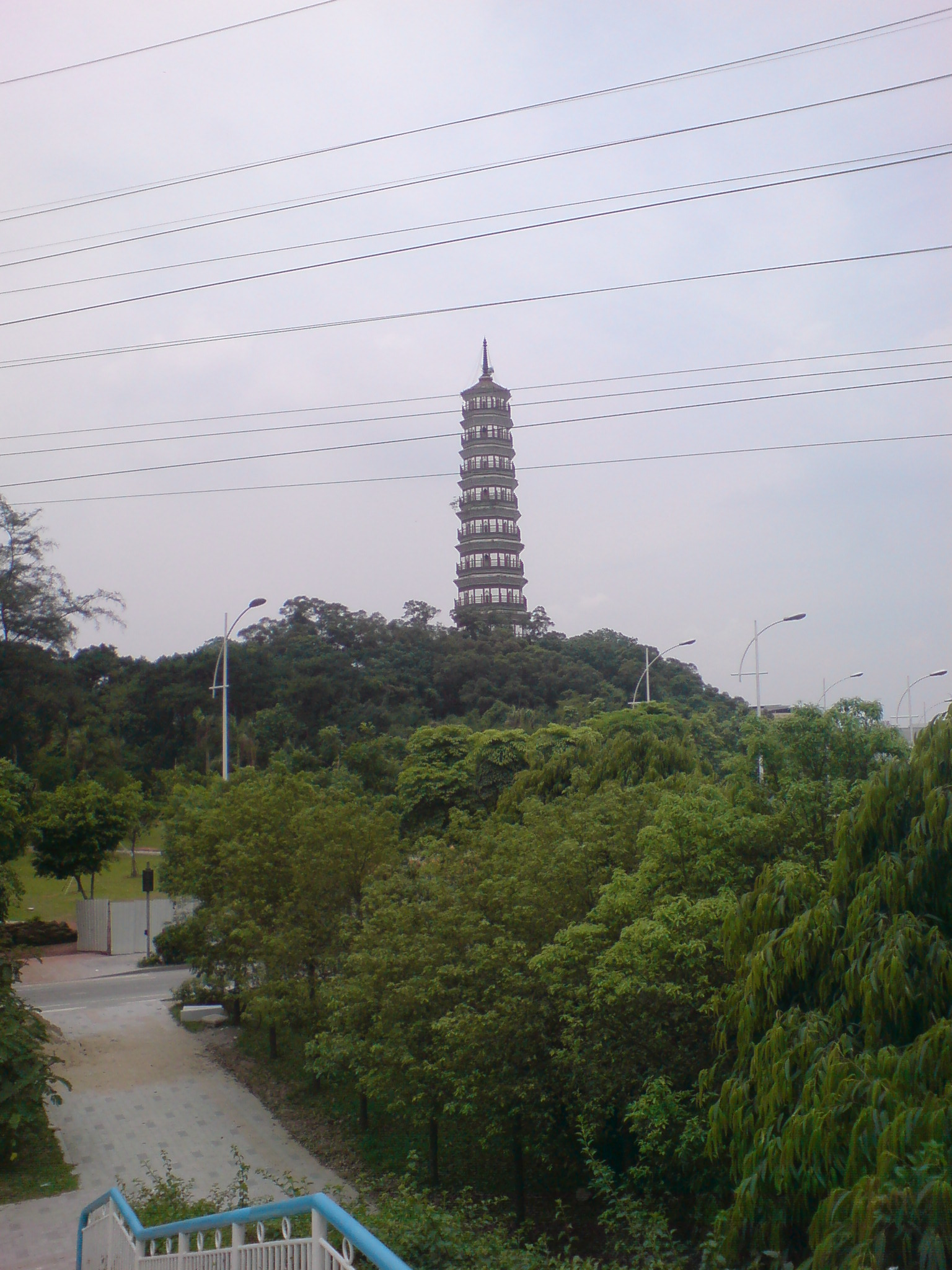
Die Pazhou-Pagode (2010)
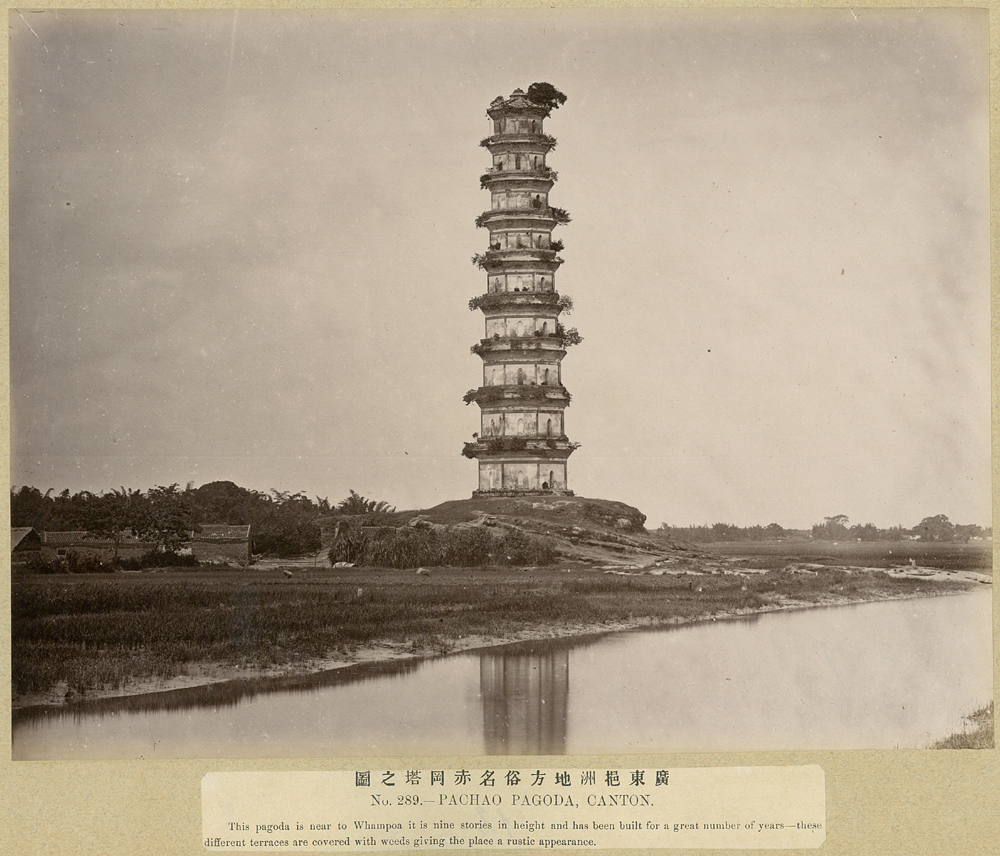
Die Pagode (1880)
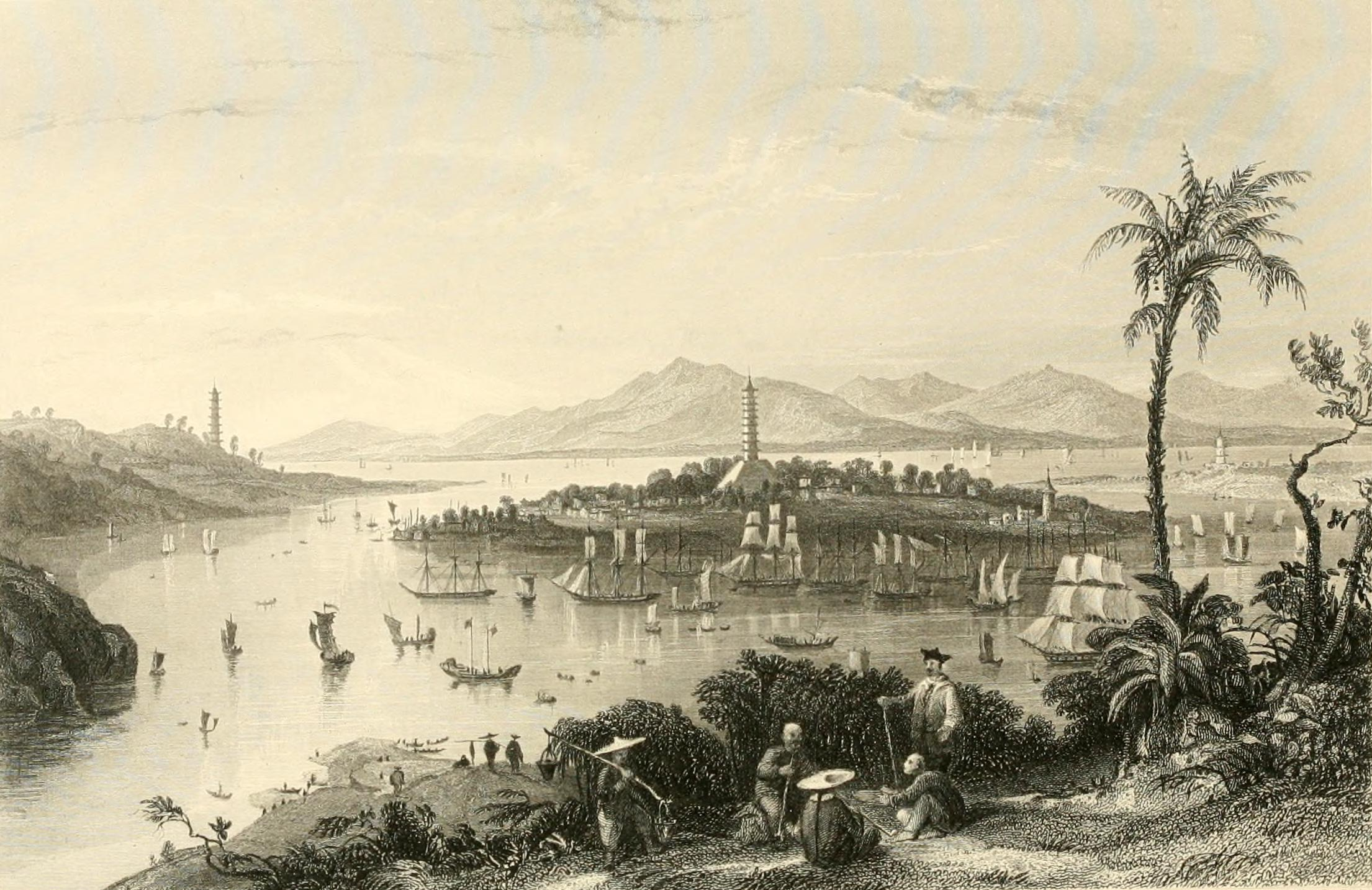
Zeichnung der Pagoda und der Insel Changzhou (1858)